# Имаджика
Имаджика — роман английского писателя Клайва Баркера. Баркер назвал его самым любимым своим произведением. Роман, насчитывавший в первом издании 1991 года 825 страниц, повествует о событиях, связанных с «примирением» Земли, называемой Пятым Доминионом, с четырьмя остальными Доминионами — параллельными мирами, о существовании которых на Земле знают лишь немногие избранные. Внушительный по объёму и при этом тщательно проработанный в деталях, роман затрагивает темы Бога, секса, любви и смерти. Протагонист романа — человек по имени Джон Фьюри Захария по прозвищу «Миляга». По утверждению самого Баркера, образ Миляги вдохновлен образом Иисуса Христа.
В «Имаджике» мы имеем дело с кем-то вроде сводного брата Христа - сыном Бога, который об этом совершенно не подозревает.Отрывки из статей и интервью Баркера на его официальном сайте
В 1995 году роман был переиздан в двух частях: «Пятый доминион» («The Fifth Dominion») и «Примирение» («The Reconciliation»). В русском издании 2009 года второй том называется «Гибель богов».
В романе присутствуют порнографические сцены, а также гомосексуальные отношения.

## Сюжет
Земля фактически является частью Имаджики — цепи из пяти миров, называемых Доминионами. Богом Имаджики является Незримый, Хапексамендиос. Много лет назад Земля была отделена от остальных четырёх миров, в результате чего из этого мира практически исчезла магия. Великие маги, называемые Маэстро, в течение многих лет пытались произвести ритуал Примирения Земли и остальных миров Имаджики. Примечательно, что одним из таких Маэстро был Иисус. Ритуал Примирения может быть проведен лишь один раз в 200 лет. Все предыдущие попытки закончились неудачей; последняя попытка обернулась трагедией, повлёкшей страшную смерть почти всех её участников. После этих событий было образовано тайное общество «Табула Раса», главной целью которого являлось пресечь любое использование магии на Земле, чтобы предотвратить подобные трагедии в будущем. В настоящее время четырьмя примиренными Доминионами правит Автарх, живущий в городе Изорддеррекс во Втором Доминионе.

## Игра
На основе книги в августе 1997 года издательство Harper Prism выпустило карточную игру, разработанную художниками Шоном Карреном и Гансом Рюффертом.